# 獅子宮
獅子宮（ししきゅう）は、黄道十二宮の5番目である。しし座。
獣帯の黄経120度から150度までの領域で、だいたい7月23日（大暑）から8月22日（処暑）の間まで太陽が留まる（厳密には、太陽通過時期はその年ごとに異なる）。
四大元素の火に関係していて、白羊宮・人馬宮と一緒に火のサインに分類される。対極のサインは宝瓶宮である。

## 獅子宮のデータ
- アストロロジカルシンボル -
- ゾディアックシンボル - 獅子
- 標準的な期間 - 7月23日-8月22日、場合により、7月24日-8月23日
- 2区分 - 男性
- 3区分 - 定着
- 4区分 - 火
- 居住の座 - 太陽
- 高揚の座 - なし。占星術師によっては海王星や冥王星を獅子宮の高揚の座としている場合もあるが、これについては様々な議論がある。
- 障害の座 - 土星・天王星
- 転落の座 - なし。占星術師によっては水星を獅子宮の転落の座としていることもある。また、海王星や冥王星を獅子宮の転落の座としている場合もあるが、これについては様々な議論がある。

## 符号位置
| 記号 | Unicode | JIS X 0213 | 文字参照         | 名称 |
| ---- | ------- | ---------- | ---------------- | ---- |
| ♌   | U+264C  |            | &#x264C; &#9804; | LEO  |